# 日马富士公平
日马富士公平（日语：／ Harumafuji Kōhei，1984年4月14日—），原四股名安马公平，本名达瓦尼亚木·宾巴道尔吉（羅馬化：Davaanyamyn Byambadorj），出生於蒙古国乌兰巴托的退役日本大相撲力士，第70代橫綱。

## 生涯
他於2001年首次登場，2004年晉級幕內。虽然体重相对较轻，但以其速度和技术见长，曾十度获得三赏。2008年11月，晋升为大关，成为第七位外籍大关力士。2009年至2012年间，共取得四次优胜，其中于2012年7月、9月场所连续两次15:0全胜优胜。2012年9月26日，無條件晋升成为第70代横纲，也是连续第三位出生于蒙古國的横纲。。他在2014年入讀法政大學的政策研究科。
2017年10月26日，日馬在鳥取縣一個蒙古國力士酒宴上涉嫌用啤酒瓶打傷另一位蒙古國力士貴之岩義司（指稱因不滿對方的態度），令對方腦震盪並頭部骨折，需治療兩週，在下一次比賽降至十兩級別（日馬富士亦在第二天比賽後宣布休場）。他部屋的教練伊勢濱（親方）向日本相撲協會承認這一事件，日馬富士告訴媒體，他真誠為惹事道歉。日本相撲協會宣布將對事件進行調查，但不會在比賽結束前公佈任何裁決或處罰。
2017年11月場所比賽的第二天結束後，橫綱審議委員會召開會議，同意對日馬富士實施“極其嚴厲的懲罰”。這種懲罰可能包括停賽，建議引退或被解僱。委員會沒有採取任何正式行動，表示將等到危機管理小組的調查工作完成才有下一步行動。
2017年11月29日，日馬在福岡縣太宰府市宣佈引退，他沒有詳細說明此事件，但補充說：“我聽說他缺乏禮貌和文明，身為一名高級力士有責任來糾正和教導他，但是我做得太過份了。」，也否認自己當時醉酒。
12月11日，鳥取縣警方結束調查，並將案件移交給檢察官。2017年12月28日，檢察官在簡易法庭上正式起訴日馬富士。檢察官認為公眾對這起事件的強烈反應，加上貴之岩希望看到日馬富士受到處罰的願望，應該在簡易法庭提交備案文件，而不是在高等法院進全面審判。 2018年1月3日，日馬富士被罰款50萬日元（4,400美元）。
2018年9月30日，日馬富士於兩國國技館舉行斷髮式。
他退役後在蒙古開設「新蒙古日馬富士学園」，為意圖銜接日本教育體系的中小學一貫學校。

## 個人生活
在2013年6月，日馬富士透露在2010年通過遠程教育獲得了在蒙古擔任警察的資格，並且計劃在蒙古出版他的畢業論文，內容有關於蒙古和日本法律之間的差異。2014年，他在法政大學研究所學習蒙古經濟和教育體系。
他已婚，並有兩個女兒。

## 战绩

### 生涯战绩
- 生涯战绩：542胜337败12休（70场所）
- 幕内战绩：427胜226败12休（47场所）
- 大关战绩：214胜105败11休（22场所）

### 优胜
- 幕内优胜：9回（2009年5月场所、2011年7月场所、2012年7月场所、2012年9月场所、2013年1月場所、2013年11月場所、2015年11月場所、2016年7月場所、2017年9月場所）
- 十两优胜：1回（2004年9月场所）
- 三段目优胜：1回（2002年3月场所）
- 序之口优胜：1回（2001年3月场所）

### 三赏、金星
- 三赏：10回
  - 殊勋赏：4回（2007年9月场所、2007年11月场所、2008年1月场所、2008年9月场所）
  - 敢斗赏：1回（2006年9月场所）
  - 技能赏：5回（2005年3月场所、2006年3月场所、2008年5月场所、2008年7月场所、2008年11月场所）
- 金星：1个
  - 朝青龙1个（2006年1月场所）

### 各場所戰績
| | 1月場所 初場所（東京） | 3月場所 春場所（大阪） | 5月場所 夏場所（東京） | 7月場所 名古屋場所（愛知） | 9月場所 秋場所（東京） | 11月場所 九州場所（福岡） |
| --- | ---------------------- | ---------------------- | ---------------------- | -------------------------- | ---------------------- | ------------------------- |
| 2001年 （平成13年） | （前相撲）             | 西 序之口 #29 優勝 7–0 | 東 序二段 #22 5–2      | 西 三段目 #88 5–2          | 東 三段目 #53 4–3      | 東 三段目 #42 4–3         |
| 2002年 （平成14年） | 西 三段目 #28 4–3      | 西 三段目 #14 優勝 7–0 | 西 幕下 #15 2–5        | 西 幕下 #27 2–5            | 東 幕下 #46 5–2        | 西 幕下 #26 2–5           |
| 2003年 （平成15年） | 東 幕下 #46 4–3        | 東 幕下 #38 5–2        | 東 幕下 #23 5–2        | 東 幕下 #11 5–2            | 東 幕下 #7 6–1         | 東 幕下 #1 3–4            |
| 2004年 （平成16年） | 西 幕下 #2 4–3         | 東 十兩 #12 10–5       | 東 十兩 #7 6–9         | 東 十兩 #9 9–6             | 東 十兩 #4 優勝 11–4   | 西 前頭 #14 8–7           |
| 2005年 （平成17年） | 東 前頭 #13 8–6–1      | 西 前頭 #11 9–6 技     | 東 前頭 #9 8–7         | 東 前頭 #8 6–9             | 東 前頭 #11 9–6        | 西 前頭 #5 7–8            |
| 2006年 （平成18年） | 東 前頭 #6 9–6 ★       | 東 前頭 #2 8–7 技      | 西 小結 4–11           | 東 前頭 #4 6–9             | 東 前頭 #6 11–4 敢     | 東 前頭 #1 6–9            |
| 2007年 （平成19年） | 東 前頭 #4 10–5        | 東 小結 8–7            | 西 關脇 8–7            | 西 關脇 7–8                | 西 小結 10–5 殊        | 東 小結 10–5 殊           |
| 2008年 （平成20年） | 西 關脇 9–6 殊         | 東 關脇 8–7            | 東 關脇 9–6 技         | 東 關脇 10–5 技            | 東 關脇 12–3 殊        | 東 關脇 13–2              |
| 2009年 （平成21年） | 東 大關 #3 8–7         | 西 大關 #2 10–5        | 西 大關 #1 14–1        | 東 大關 #1 9–6             | 東 大關 #2 9–6         | 東 大關 #2 9–6            |
| 2010年 （平成22年） | 西 大關 #1 10–5        | 東 大關 #1 10–5        | 東 大關 #1 9–6         | 西 大關 #1 10–5            | 東 大關 #1 8–7         | 東 大關 #2 0–4–11         |
| 2011年 （平成23年） | 西 大關 #2 8–7         | 假赛丑闻 比赛取消      | 西 大關 #2 10–5        | 西 大關 #1 14–1            | 東 大關 #1 8–7         | 西 大關 #1 8–7            |
| 2012年 （平成24年） | 西 大關 #2 11–4        | 西 大關 #1 11–4        | 東 大關 #1 8–7         | 西 大關 #2 15–0            | 東 大關 #1 15–0        | 西 横綱 9–6               |
| 2013年 （平成25年） | 西 横綱 15–0           | 東 横綱 9–6            | 西 横綱 11–4           | 西 横綱 10–5               | 西 横綱 10–5           | 西 横綱 14–1              |
| 2014年 （平成26年） | 東 横綱 休場 0–0–15    | 西 横綱 12–3           | 西 横綱 11–4           | 西 横綱 10–5               | 東 横綱 #2 3–2–10      | 東 横綱 #2 11–4           |
| 2015年 （平成27年） | 東 横綱 #2 11–4        | 西 横綱 10–5           | 西 横綱 11–4           | 西 横綱 1–1–13             | 東 横綱 #2 休場 0–0–15 | 東 横綱 #2 13–2           |
| 2016年 （平成28年） | 東 横綱 12–3           | 東 横綱 9–6            | 東 横綱 #2 10–5        | 東 横綱 #2 13–2            | 東 横綱 12–3           | 東 横綱 11–4              |
| 2017年 （平成29年） | 西 横綱 4–3–8          | 東 横綱 #2 10–5        | 東 横綱 #2 11–4        | 西 横綱 11–4               | 西 横綱 11–4           | 東 横綱 0–3–12            |
| 2018年 （平成30年） | 引退 –                 | x                      | x                      | x                          | x                      | x                         |
| 各欄数字按「勝-負-休場」表示。 優勝 引退 十兩･幕下 三賞：敢=敢鬬賞、殊=殊勛賞、技=技能賞 其他：★=金星 番付階級：幕内 - 十兩 - 幕下 - 三段目 - 序二段 - 序之口 幕内序列：横綱 - 大關 - 關脅 - 小結 - 前頭（「#数字」为出场顺序） |                        |                        |                        |                            |                        |                           |

## 註解
1. ↑  臀部膿瘍と診断され、切開手術により途中休場
2. 1 2  白鵬と優勝決定戦
3. ↑  前距腓靱帯（ぜんきょひじんたい）損傷および右肩亜脱臼により全治3週間の安静加療が必要と診断され途中休場
4. ↑  左足関節靱帯損傷で全治2か月の加療要すと診断され初日から全休
5. ↑  右眼窩内壁骨折で全治1か月の加療要すと診断され、5日目から途中休場
6. ↑  右肘外側側副靱帯損傷で全治1か月の加療要すと診断され、2日目から途中休場
7. ↑  右変形性肘関節症・右肘内側側副靱帯損傷で全治3か月の加療要すと診断され初日から全休
8. ↑  右ハムストリング肉離れで全治まで1か月程度の安静加療を要する見込みと診断され、7日目から途中休場
9. ↑  豪栄道と優勝決定戦
10. ↑  左上腕骨内側上果炎及び、左尺骨神経痛(事実上は暴力問題)により3日目から途中休場
11. ↑  2017年11月場所後の11月29日に引退を表明